# David García Markina
David García Markina (Pamplona, 11 april 1970) is een Spaans voormalig beroepswielrenner. Hij reed voor onder meer Banesto en Euskadi.
Hij werd in 1988 Spaans kampioen bij de junioren.

## Belangrijkste overwinningen
1988
- Spaans kampioen op de weg, Junioren

1992
- 1e etappe, deel B Ronde van België (Amateurs)

1993
- Wegwedstrijd op de Middellandse Zeespelen

1994
- Eindklassement Ronde van Mallorca

2000
- 8e etappe Ronde van Portugal (Beloften)

## Resultaten in voornaamste wedstrijden
| Jaar | Ronde van Italië | Ronde van Frankrijk | Ronde van Spanje |
| ---- | ---------------- | ------------------- | ---------------- |
| 1994 |                  |                     | 67e              |
| 1995 |                  |                     | 7e               |
| 1996 |                  |                     | opgave           |
| 1997 |                  |                     | 63e              |
| 1998 |                  | opgave              | opgave           |
| 1999 |                  |                     | 39e              |

| Jaar | Ronde van Vlaanderen |
| ---- | -------------------- |
| 1994 | 85e                  |
| 1995 |                      |
| 1996 |                      |
| 1997 |                      |
| 1998 |                      |
| 1999 |                      |

Wielerploegen van David García Markina
Alonso ·
Arrieta ·
Bernard ·
de Las Cuevas (tot 30/06) ·
de Santos ·
Delgado ·
García ·
Garmendia ·
J. Gorospe ·
R. Gorospe ·
Heulot ·
M. Indurain ·
P. Indurain ·
Jiménez ·
Lazpiur ·
Lezaun ·
López ·
Philipot ·
Rodríguez ·
Rué ·
San Román ·
Santamaría ·
Uriarte ·
Casero (stagiair)
Alonso ·
Aparicio ·
Arrieta ·
Bernard ·
Casero ·
Crespo ·
de Santos ·
Delgado ·
D. García ·
Garmendia ·
González ·
Gorospe ·
Heulot ·
M. Indurain ·
P. Indurain ·
Jiménez ·
López ·
Martín ·
Mauri ·
Miranda ·
Montoya ·
Nijboer ·
Rué ·
Uriarte ·
J. A. Zarrabeitia ·
M. Zarrabeitia ·
Blanco (stagiair) ·
J. V. Garcia (stagiair) ·
Pascual (stagiair) 
Alonso ·
Aparicio ·
Arrieta ·
Blanco ·
Casero ·
Crespo ·
Davy ·
de Santos ·
D. García ·
J. V. Garcia ·
Garmendia ·
González ·
Hampsten ·
Heulot ·
M. Indurain   ·
P. Indurain ·
Jiménez ·
López ·
Miranda ·
Montoya ·
Nijboer ·
Rué ·
Uriarte ·
Zarrabeitia
Aiarzagüena ·
Ajuria ·
Bugallo ·
Elkoroiribe ·
Etxebarria ·
Fernández ·
Flores ·
García ·
Á. González de Galdeano ·
I. González de Galdeano ·
González de Heredia ·
Guenetxea ·
Laiseka ·
López ·
López de Munain ·
Osa ·
Palacín ·
Solaun
Aiarzagüena ·
Ajuria ·
Bugallo ·
Etxebarria ·
Fernández ·
Flores ·
García ·
Á. González de Galdeano ·
I. González de Galdeano ·
González de Heredia ·
Laiseka ·
López ·
López de Munain ·
Solaun ·
del Olmo (stagiair) ·
Gerrikagoitia (stagiair) ·
Pradera (stagiair) 
Aggiano ·
Aparicio ·
Benítez ·
Blanco ·
Buenahora ·
Casero ·
Clavero ·
Domínguez ·
Ferrigato ·
Freire ·
D. García · 
F. García ·
González de Heredia ·
Horrillo ·
Indurain ·
Manchon ·
Mercado ·
Rincón ·
Salmerón ·
Smetanin ·
Steinhauser ·
Zintsjenko
Aggiano ·
Benítez ·
Blanco ·
Buenahora ·
Casero ·
Cerezo ·
Clavero ·
Domínguez ·
Freire  ·
D. García · 
F. García ·
Á. González de Galdeano · 
I. González de Galdeano ·
González de Heredia ·
Horrillo ·
Indurain ·
Manchon ·
Medina ·
Mercado ·
Parra ·
Peña ·
Salmerón ·
Smetanin ·
Zintsjenko